# Кхаси (язык)
Кха́си (Cossyah, Kahasi, Kassi, Khasa, Khashi, Khasi, Khasie, Khasiyas, Khassee, Khuchia, Kyi) — язык народа кхаси, проживающего на северо-востоке Индии (горные районы Кхаси и Джайнтия, штат Мегхалая) и в соседних районах Бангладеш. Образует собственную группу в составе мон-кхмерских языков австроазиатской семьи. Число носителей в Индии около 865 000 человек, в Бангладеш — до 100 000 человек.

## Типология
Типологически префиксально-агглютинирующий язык с дополнительными чертами основоизоляции. Принцип изоляции в ряде случаев нарушается: различаются предикативные и непредикативные формы глаголов, особым образом оформляется существительное, выступающее в субстантивной функции. Префиксация, выступающая как основообразовательное и грамматическое средство, разделяется на новую — служебные слова в препозиции (например, nong — показатель деятеля) и древнюю, восходящую к протоавстроазиатской модели (pyn, myn, byr, kyr, kyl).

## Фонетика
Фонемный состав характеризуется отсутствием противопоставления открытых и закрытых «е» и «о» (в отличие от многих австроазиатских языков) и наличием ряда придыхательных согласных. Структура слога: (C)CV(C). Помимо простых гласных имеются дифтонги. Распространены начальные группы согласных, возникшие за счёт выпадения префиксального гласного (например, kyti — kti «рука»). Нейтральный гласный ə (графически — y) выступает почти исключительно в префиксах. Характерна ассимиляция согласных на стыке префикса и основы.

## Грамматика
У имён существительных существует категория рода с препозитивными артиклями (u — муж. род ед. ч., ka — жен. род ед. ч., ki — мн. ч. обоих родов). Артикли выступают и как личные местоимения 3-го лица, и как относительные местоимения (перед относительной частицей ba). Глагол оформляется рядом служебных монем в препозиции и постпозиции. Основной порядок слов в предложении: «подлежащее — сказуемое — дополнение». Однако отмечена конструкция с «согласованием» и обратным порядком типа ki wiar ki ksaw «лают собаки»

## Диалекты
У языка кхаси есть несколько диалектов: бхой-кхаси, вар, кхаси (сохра, черрапунджи), кхинриум. На диалекте бхой-кхаси говорят в округе Восточные горы Кхаси, в квартале Нонгпох, а на нонглунг в квартале Умкснинг округа Восточные горы Кхаси, которые очень отличаются от стандартного языка кхаси с различным порядком слов. У многих разновидностей есть лишь частичная взаимопонятность. Диалект вар является отдельным от языка вар-джайнтиа. Диалект черрапунджи (сохра) является стандартным.

## Письменность
Письменность на основе латинской графики создана миссионерами в конце XIX в. В Индии на кхаси издаются газеты и журналы, развивается художественная и научная литература, ведётся образование.